# Gunnar Lohammar
Bengt Gunnar Lohammar, född 19 februari 1902 i Folkärna socken, död 19 januari 1975 i Uppsala, var en svensk botaniker.
Gunnar Lohammar var son till hemmansägaren Carl Johansson. Han avlade studentexamen i Västerås 1921 och studerade därefter vid Uppsala universitet där han 1927 blev filosofie magister, 1936 filosofie licentiat, efter disputation 1938 filosofie doktor 1939 och samma år docent i botanik. Lohammar var amanuens vid Uppsala universitets botaniska laboratorium 1928–1935, och blev efter lärartjänst från 1941 1944 adjunkt i biologi med hälsolära och kemi vid Försvarets läroverk i Uppsala. Lohammar utförde omfattande kemiska vattenanalyser och behandlade i sin doktorsavhandling Wasserchemie und höhere Vegetation schwedisher Seen (1938) sambandet mellan insjövattnens kemiska beskaffenhet och deras växtvärld. Därutöver undersökte han kromosomtalet hos vattenväxter och publicerade smärre växtgeografiska och limnologiska arbeten. Han var en av sin samtids främsta kännare av svenska vattenväxter.